# Eupherusa eximia
Eupherusa eximia là một loài chim trong họ Chim ruồi.